# بال کورپوریشن
بال کورپوریشن (انگلیسی: Ball Corporation) شرکت خوشه‌ای آمریکایی است، که در سال ۱۸۸۰ تأسیس شد.